# Slow Acid
«Slow Acid» —en español: «Ácido Lento», es una canción del Dj escocés y productor Calvin Harris. Este es su quinto sencillo del álbum Motion, este es un tema instrumental. Fue lanzado el 14 de octubre de 2014

## Video musical
El vídeo musical oficial de la canción fue subida en el canal VEVO de Calvin Harris el 15 de octubre de 2014. Desde entonces, ha sido visto más de 6 500 000 veces. Muestra cómo una mujer vestida de azul da vueltas por una ciudad de noche bajo los efectos de las drogas y el alcohol: el color azul indica que ella está en condiciones de uso severo de drogas y alcohol y tiene una resaca. La mujer se despierta al día siguiente tirada en una carretera de aspecto normal, aparentemente recuperada de la resaca que experimentó la noche anterior.

## Antecedentes
El 11 de octubre compartió en su cuenta oficial de Instagram, una parte de su video.

## Lista de canciones
| Descarga digital |             |          |  |
| N.º              | Título      | Duración |  |
| 1.               | «Slow Acid» | 3:41     |  |